# SF9
SF9 (кор. 에스에프나인; скорочено від Sensational Feeling 9) — південнокорейський хлопчачий гурт, утворений FNC Entertainment і є першим танцювальним гуртом компанії. До складу входять вісім учасників: Йонбін, Інсон, Чеюн, Давон, Зухо, Теян, Хвійон та Чані. Дев'ятий учасник Роун покинув гурт у вересні 2023. Гурт дебютував 5 жовтня 2016 року, випустивши свій перший сингл-альбом Feeling Sensation.

## Кар'єра

### Додебютні часи іNEOZ School
Вперше гурт виступив в Японії 11 грудня 2015 року. На той час гурт складався з 11 учасників. У травні 2016 року вони брали участь як «NEOZ Dance» у шоу на виживання FNC Entertainment d.o.b. (Dance or Band), змагаючись із NEOZ Band (пізніше знаний як Honeyst). Пізніше вони виграли шоу зі своєю першою піснею «KO», яка згодом була представлена в сингл-альбомі Feeling Sensation. У серпні гурт отримав нову назву SF9.

### 2016: дебют ізFeeling Sensation
Дебютний сингл-альбом SF9 Feeling Sensation з головним синглом «Fanfare» вийшов 5 жовтня 2016 року. Альбом дебютував під номером 8 і досяг 6-го місця в чарті Gaon Album Chart. Офіційний дебют гурту на сцені відбувся 6 жовтня 2016 року на M Countdown. Музичне відео зайняло 6-е місце в щотижневому чарті Yin Yue Tai і сьоме в місячному чарті Yin Yue Tai. Промоція для «Fanfare» завершилася 6 листопада 2016 року на Inkigayo. Потім гурт розпочав просування своєї другої пісні альбому «KO» 15 листопада 2016 року. Дебютний сингл «Feeling Sensation» зайняв 78 місце за продажами альбомів у 2016 році.
22 грудня SF9 випустили в подарунок для своїх шанувальників кліп під назвою «So Beautiful». Ця пісня увійшла до саундтреку до їхньої інтерактивної веб-драми Click Your Heart. «So Beautiful» — це цифровий сингл.

### 2017: японський дебют і комерційний успіх
Їх перший мініальбом Burning Sensation вийшов 6 лютого. 15 лютого він посів шосте місце у світовому чарті альбомів Billboard.
4 квітня 2017 року було повідомлено, що повернення SF9 відбудеться всього через два місяці після того, як вони завершили просування «Roar».
7 квітня SF9 провели свій перший шоукейс в Японії, що було підготовкою для їхнього японського дебюту.
18 квітня SF9 випустили свій новий мінальбом із шістьма піснями під назвою Breaking Sensation, до якого увійшла заголовна композиція «Easy Love». Того ж дня альбом посів друге місце в американському чарті K-Pop Album Chart.

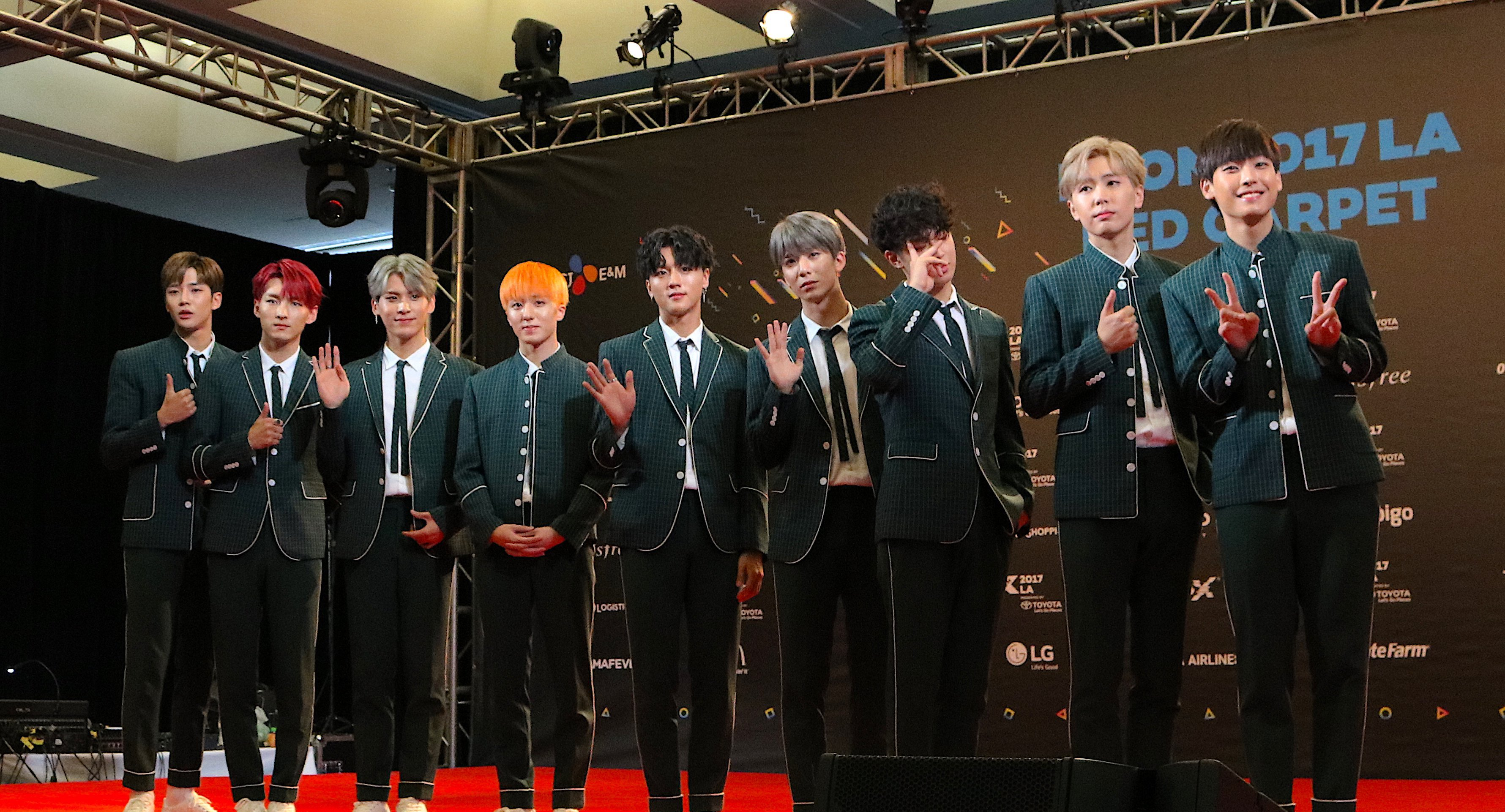
SF9 на KCON у Лос-Анджелесі, 2017 рік

6 червня 2017 року SF9 дебютували в Японії. 7 червня вийшла японська версія їхнього дебютного синглу «Fanfare». Він посів перше місце в чарті Tower Records для синглових альбомів та четверте місце в чарті Oricon.
Гурт виступив на KCON 2017 у Нью-Йорку та Лос-Анджелесі.
12 жовтня вийшов третій мінальбом гурту Knights of The Sun. Після випуску свого мініальбому SF9 провели сольний тур по США під назвою «2017 SF9 Be My Fantasy in USA», з трьома концертами у Далласі, Сіетлі та Бостоні у листопаді 2017 року.
У грудні вони випустили свій перший японський студійний альбом Sensational Feeling Nine.

### 2018: нові мініальбоми та зростаючий успіх
Четвертий мініальбом SF9 Mamma Mia! вийшов 26 лютого 2018. 23 травня вони випустили свій третій японський сингл «Mamma Mia!». Для просування синглу гурт вирушив у японський тур під назвою «SF9 Zepp Tour 2018 MAMMA MIA!». Концерти відбулися в Осаці, Аїчі та Токіо 29 травня, 30 травня та 1 червня відповідно. У серпні вони провели південноамериканський фанмітинг-тур.
31 липня гурт повернувся зі своїм п'ятим мініальбомом Sensuous з головним синглом «Now or Never». 23 серпня вони провели фан-мітинг у Мексиці в Auditorio Blackberry в Мехіко, а 25 і 26 серпня в Бразилії в Tropical Butantã в Сан-Паулу. 22 вересня вони провели фанмітинг у Тайбеї.
27 жовтня SF9 провели свій перший домашній концерт «Dreamer» у Yes24 Live Concert Hall.

### 2019:Narcissus,RPMта тур UNLIMITED
Шостий мініальбом SF9, Narcissus, вийшов 20 лютого з головним синглом «Enough». Через місяць SF9 випустили свій другий японський альбом Illuminate. Для просування нового альбому розпочався японський тур під назвою "SF9 2019 ZEPP TOUR «ILLUMINATE». Концерти відбулися у Токіо, Нагоя та в Намбі 2,4 та 5 квітня відповідно.
Після японського туру SF9 вирушили в тур по США та Європі — «2019 SF9 USA — Europe Live Tour 'UNLIMITED». Було заплановано десять зупинок: Чикаго, Нью-Йорк, Атланта, Лос-Анджелес у США, та Москва, Варшава, Берлін, Амстердам, Париж, Лондон у Європі.
15 травня гурт взяв участь у «KCON 2019 JAPAN».
17 червня SF9 випустили свій сьомий мініальбом RPM з однойменним синглом. До нього увійшло 6 треків. 7 липня гурт виступив на «KCON 2019 New York».

### 2020:First Collection, 9loryUSта масовий успіх
Перший корейський студійний альбом SF9 First Collection вийшов 7 січня з головним синглом «Good Guy». Під час промоції цього альбому та музичного відео вони побили безліч рекордів у продажах та хіт-парадах, що зробило цей камбек найуспішнішим. Продажі альбому склали понад 100 000 копій, усі пісні потрапили в чарти Melon Realtime Chart, а музичне відео набрало понад 40 мільйонів переглядів.
16 січня SF9 здобули першу в історії перемогу на музичному шоу з «Good Guy» на M Countdown. Вони також здобули свою другу перемогу наступного дня на Music Bank, яка була їхньою першою у великій телевізійній мережі. 30 січня вони здобули третю перемогу за пісню на M Countdown, набравши понад 10 000 балів. Протягом акції «Good Guy» вони також двічі посідали 2-е місце на Inkigayo, що дало їм перші в історії номінації на цьому шоу.
6 липня SF9 випустили свій восьмий мініальбом 9loryUS з головним синглом «Summer Breeze». 14 липня вони здобули свою першу перемогу за «Summer Breeze» на шоу SBS MTV.
Щоб відсвяткувати четверту річницю SF9, вони випустили свій спеціальний альбом Special History Book 5 жовтня, що складається з трьох треків, включаючи головний сингл «Shine Together».
Наприкінці року «Good Guy» був номінований на «Найкращий танець — чоловік» на Melon Music Awards, що стало їхньою першою номінацією в ММА.

### 2021:Kingdom: Legendary War,Turn Overта Rumination
2 березня 2021 року всі дев'ять учасників гурту SF9 продовжили свої контракти з компанією FNC Entertainment.
SF9 взяли участь у Kingdom: Legendary War, музичному шоу на виживання разом з п'ятьма іншими хлопчачими K-pop гуртами, починаючи з квітня 2021 року.
5 липня SF9 випустили свій дев'ятий мініальбом Turn Over з головним синглом «Tear Drop».
22 листопада 2021 року SF9 випустили свій десятий мініальбом Rumination з головним синглом «Trauma». Свою першу перемогу вони здобули за пісню «Trauma» на Music Bank 3 грудня, набравши 4971 бал.
30 грудня SF9 випустили цифровий сингл «Savior» на платформі Universe Music для мобільного додатка Universe.

### 2022— дотепер: Військова служба
З 21 по 23 січня 2022 року SF9 провели 4 шоу свого третього сольного концерту «Live Fantasy 3: IMPERFECT» у Olympic Hall, Сеул.
5 лютого 2022 року було оголошено, що 21 березня Інсон буде зарахований на військову службу у складі військового оркестру. 14 лютого було оголошено, що Йонбін також буде зарахований на обов'язкову військову службу 29 березня. Він буде служити в 27-й дивізії армії.
24 червня 2022 було оголошено, що Роун не буде брати участь у просуванні їхнього одинадцятого мініальбому The Wave OF9, який вийшов 13 липня. SF9 продовжили діяльність з шістьма учасниками.
29 червня 2022 SF9 випустили японську збірку The Best 〜Dear Fantasy〜.
5 жовтня 2022 FNC оголосили, що SF9 проведуть тур 'Delight Tour' (2022 SF9 LIVE FANTASY #4 DELIGHT TOUR) у п'яти містах США. Тур розпочався концертом у Сеулі 18 листопада, і продовжився у Нью-Йорку 30 листопада. 2 грудня гурт виступив у Чикаго.
20 грудня 2022 стало відомо, що SF9 випустить свій дванадцятий мініальбом The Piece OF9 9 січня 2023. Також було оголошено, що Роун повернеться до гурту.
13 лютого 2023 FNC анонсували, що Чеюн вирушить на військову службу 21 березня.
18 вересня 2023 FNC повідомили, що гурт SF9 продовжить діяльність з восьмома учасниками, а Роун покине гурт, щоб займатися своєю акторською кар'єрою.

## Учасники
| Сценічне ім'я | Сценічне ім'я | Сценічне ім'я | Справжнє ім'я | Справжнє ім'я | Справжнє ім'я | Дата народження            | Позиція у гурті                           |
| Українською   | Латиницею     | Хангилем      | Українською   | Латиницею     | Хангилем      | Дата народження            | Позиція у гурті                           |
| ------------- | ------------- | ------------- | ------------- | ------------- | ------------- | -------------------------- | ----------------------------------------- |
| Йонбін        | Youngbin      | 영빈          | Кім Йонбин    | Kim Youngbin  | 김영빈        | 23 листопада 1993 (31 рік) | Лідер, провідний танцюрист, ведучий репер |
| Інсон         | In Seong      | 인성          | Кім Інсон     | Kim Inseong   | 김인성        | 12 липня 1993 (32 роки)    | Головний вокаліст                         |
| Чеюн          | Jaeyoon       | 재윤          | Лі Чеюн       | Lee Jaeyoon   | 이재윤        | 9 серпня 1994 (30 років)   | Саб-вокаліст                              |
| Давон         | Dawon         | 다원          | Лі Санхьок    | Lee Sanghyuk  | 이상혁        | 24 липня 1995 (30 років)   | Саб-вокаліст                              |
| Зухо          | Zuho          | 주호          | Бек Джухо     | Baek Juho     | 백주호        | 4 липня 1996 (29 років)    | Головний репер                            |
| Роун          | Rowoon        | 로운          | Кім Соку      | Kim Seokwoo   | 김석우        | 7 серпня 1996 (28 років)   | Ведучий вокаліст, віжуал                  |
| Ю Теян        | Yoo Taeyang   | 유태양        | Ю Теян        | Yoo Taeyang   | 유태양        | 28 лютого 1997 (28 років)  | Саб-вокаліст, головний танцюрист          |
| Хвійон        | Hwiyoung      | 휘영          | Кім Йонкюн    | Kim Youngkyun | 김영균        | 11 травня 1999 (26 років)  | Саб-репер                                 |
| Чані          | Chani         | 찬희          | Кан Чанхи     | Kang Chanhee  | 강찬희        | 17 січня 2000 (25 років)   | Головний танцюрист, саб-репер, макне      |

## Дискографія

### Повноформатні альбоми
| Назва                    | Деталі | Пікові позиції у чартах | Пікові позиції у чартах | Продажі                                          |
| Назва                    | Деталі | KOR                     | JPN                     | Продажі                                          |
| Корейські                | Корейські | Корейські               | Корейські               | Корейські                                        |
| ------------------------ | --- | ----------------------- | ----------------------- | ------------------------------------------------ |
| First Collection         | - Реліз: 7 січня 2020 - Лейбл: FNC Entertainment - Формат: CD, цифрове завантаження Трек-лист 1. «Good Guy» 2. «Am I the Only One» (나만 그래) 3. «Shh» 4. «Lullu Lalla» (룰루랄라) 5. «One Love» 6. «Like the Hands Held Tight» (널 꽉 잡은 손만큼) 7. «Fire» (타) 8. «Stop It Now» (더 잔인하게) 9. «Dance With Us» (춤을 춤 거야) 10. «Beautiful Light» | 2                       | 30                      | - Південна Корея: 117,785 - Японія: 1,516 (Phy.) |
| Японські                 | |                         |                         |                                                  |
| Sensational Feeling Nine | - Реліз: 13 грудня 2017 - Лейбл: Warner Music Japan - Формат: CD, цифрове завантаження Трек-лист 1. «O Sole Mio» (僕の太陽) (Japanese ver.) 2. «Fanfare» (Japanese ver.) 3. «Roar» (Japanese ver.) 4. «Together» (Japanese ver.) 5. «Hide and Seek» (Japanese ver.) 6. «Easy Love» (Japanese ver.) 7. «Just On My Way» (Japanese ver.) 8. «Watch Out» (Japanese ver.) 9. «Blank.» (空白) (Japanese ver.) 10. «Still My Lady» (Japanese ver.)                      | —                       | 7                       | - Японія: 22,914                                 |
| Illuminate               | - Реліз: 20 березня 2019 - Лейбл: Warner Music Japan - Формат: CD, цифрове завантаження Трек-лист 1. «Enough» (Japanese ver.) 2. «Now or Never» (Japanese ver.) 3. «Unlimited» (Japanese ver.) 4. «Play Hard» (Japanese ver.) 5. «Photograph» (Japanese ver.) 6. «Be My Baby» (Japanese ver.) 7. «Life Is So Beautiful» (Japanese ver.) 8. «The Beat Goes On» (Japanese ver.) 9. «Mamma Mia!» (マンマミーア！) (Japanese ver.) 10. «Dear Fantasy» (Japanese ver.) | —                       | 3                       | - Японія: 26,243                                 |
| Golden Echo              | - Реліз: 9 грудня 2020 - Лейбл: Warner Music Japan - Формат: CD, цифрове завантаження Трек-лист 1. «Summer Breeze» (Japanese ver.) 2. «One Love» (Japanese ver.) 3. «Go High» (Japanese ver.) 4. «RPM» (Japanese ver.) 5. «My Story, My Song» (Japanese ver.) 6. «See U Tomorrow» (Japanese ver.) 7. «Good Guy» (Japanese ver.) 8. «Round and Round» (Japanese ver.) 9. «Like the Hands Held Tight» (Japanese ver.) 10. «Beautiful Light» (Japanese ver.)         | —                       | 11                      | - Японія: 10,495                                 |

### Збірка
| Назва                  | Деталі                                                                                 | Пікові позиції у чартах | Продажі         |
| Назва                  | Деталі                                                                                 | JPN                     | Продажі         |
| ---------------------- | -------------------------------------------------------------------------------------- | ----------------------- | --------------- |
| The Best: Dear Fantasy | - Реліз: 29 червня 2022 - Лейбл: Warner Music Japan - Формат: CD, цифрове завантаження | 11                      | - Японія: 5,634 |

### Мініальбоми
| Назва                                                                       | Деталі | Пікові позиції у чартах | Пікові позиції у чартах | Пікові позиції у чартах | Продажі                                   |
| Назва                                                                       | Деталі | KOR                     | JPN                     | US World                | Продажі                                   |
| --------------------------------------------------------------------------- | --- | ----------------------- | ----------------------- | ----------------------- | ----------------------------------------- |
| Burning Sensation                                                           | - Реліз: 6 лютого 2017 - Лейбл: FNC Entertainment - Формат: CD, цифрове завантаження | 3                       | 92                      | 6                       | - Південна Корея: 36,095 - Японія: 788    |
| Breaking Sensation                                                          | - Реліз: 18 квітня 2017 - Лейбл: FNC Entertainment - Формат: CD, цифрове завантаження | 5                       | 106                     | 5                       | - Південна Корея: 30,933 - Японія: 853    |
| Knights of the Sun                                                          | - Реліз: 12 жовтня 2017 - Лейбл: FNC Entertainment - Формат: CD, цифрове завантаження | 4                       | —                       | 7                       | - Південна Корея: 35,912 - Японія: 933    |
| Mamma Mia!                                                                  | - Реліз: 26 лютого 2018 - Лейбл: FNC Entertainment - Формат: CD, цифрове завантаження | 3                       | —                       | 10                      | - Південна Корея: 46,932 - Японія: 2,190  |
| Sensuous                                                                    | - Реліз: 31 липня 2018 - Лейбл: FNC Entertainment - Формат: CD, цифрове завантаження Трек-лист 1. «Now or Never» (질렀어) 2. «Different» (달라) 3. «Unlimited» 4. «Photograph» 5. «Shadow»                                                                               | 3                       | 31                      | 10                      | - Південна Корея: 42,977 - Японія: 1,723  |
| Narcissus                                                                   | - Реліз: 20 лютого 2019 - Лейбл: FNC Entertainment - Формат: CD, цифрове завантаження Трек-лист 1. «Enough» (예뻐지지 마) 2. «Play Hard» (화끈하게) 3. «Heartbeat» (하필) 4. «Life Is So Beautiful» 5. «Fall in Love» 6. «The Beat Goes On» (무중력)                     | 4                       | —                       | 11                      | - Південна Корея: 53,290                  |
| RPM                                                                         | - Реліз: 17 червня 2019 - Лейбл: FNC Entertainment - Формат: CD, цифрове завантаження Трек-лист 1. «RPM» 2. «Round and Round» (돌고 돌아) 3. «Dreamer» 4. «Liar» 5. «See U Tomorrow» 6. «Echo»                                                                           | 5                       | 45                      | 15                      | - Південна Корея: 60,101 - Японія: 1,353  |
| 9loryUS                                                                     | - Реліз: 6 липня 2020 - Лейбл: FNC Entertainment - Формат: CD, цифрове завантаження Трек-лист 1. «Summer Breeze» (여름 향기가 날 춤추게 해) 2. «Into the Night» (별을 따라) 3. «OK Sign» 4. «All Day All Night» (비켜) 5. «Go High» (미친 것처럼) 6. «My Story, My Song» | 3                       | 13                      | —                       | - Південна Корея: 125,487 - Японія: 4,238 |
| Turn Over                                                                   | - Реліз: 5 липня 2021 - Лейбл: FNC Entertainment - Формат: CD, цифрове завантаження Трек-лист 1. «Tear Drop» 2. «Believer» (숨) 3. «Love Again» (한 번 더 사랑하자) 4. «Off My Mind» (하자 하자 이별 좀) 5. «Fanatic» (방방 뛰어) 6. «Hey Hi Bye»                        | 2                       | 12                      | —                       | - Південна Корея: 237,192 - Японія: 4,537 |
| Rumination                                                                  | - Реліз: 22 листопада 2021 - Лейбл: FNC Entertainment - Формат: CD, цифрове завантаження Трек-лист 1. «Trauma» 2. «Memory» 3. «Dreams» 4. «Gentleman» 5. «On and On» (잠시) (Youngbin, Inseong) 6. «Scenario» 7. «For Fantasy» (오늘이라서)                              | 1                       | 46                      | —                       | - Південна Корея: 199,921 - Японія: 1,819 |
| The Wave OF9                                                                | - Реліз: 13 липня 2022 - Лейбл: FNC Entertainment - Формат: CD, цифрове завантаження Трек-лист 1. «Scream» 2. «OK OK» 3. «Summertime Bounce (Don't Kill My Vibe)» 4. «Driver» 5. «Crazy Crazy Love» 6. «Butterfly»                                                       | 5                       | —                       | —                       | - Південна Корея: 179,779                 |
| The Piece OF9                                                               | - Реліз: 9 січня 2023 - Лейбл: FNC Entertainment - Формат: CD, цифрове завантаження Трек-лист 1. «Puzzle» 2. «Love Colour» 3. «New World» 4. «Fighter» 5. «Tight» (꽉) 6. «Stay with Me»                                                                                 | 3                       | 36                      | —                       | - Південна Корея: 108,464 - Японія: 1,151 |
| »—" релізи, що не потрапили у чарти або не виходили у відповідних регіонах. | |                         |                         |                         |                                           |

### Сингл-альбоми
| Назва                | Деталі | Пікові позиції у чартах | Продажі                  |
| Назва                | Деталі | KOR                     | Продажі                  |
| -------------------- | --- | ----------------------- | ------------------------ |
| Feeling Sensation    | - Формат: 5 жовтня 2016 - Лейбл: FNC Entertainment - Формат: CD, цифрове завантаження                                                                                     | 6                       | - Південна Корея: 32,322 |
| Special History Book | - Реліз: 5 жовтня 2020 - Лейбл: FNC Entertainment - Формат: CD, цифрове завантаження Трек-лист 1. «Shine Together» (손잡아 줄게) 2. «Forever» (오래 오래) 3. «Love No. 5» | 5                       | - Південна Корея: 45,087 |

### Сингли
| Назва | Рік       | Пікові позиції у чартах | Пікові позиції у чартах | Пікові позиції у чартах | Пікові позиції у чартах | Пікові позиції у чартах | Продажі          | Альбом                   |
| Назва | Рік       | KOR                     | KOR Hot                 | JPN                     | JPN Hot                 | US World                | Продажі          | Альбом                   |
| Корейські | Корейські | Корейські               | Корейські               | Корейські               | Корейські               | Корейські               | Корейські        | Корейські                |
| --- | --------- | ----------------------- | ----------------------- | ----------------------- | ----------------------- | ----------------------- | ---------------- | ------------------------ |
| «Fanfare» (팡파레) | 2016      | —                       | —                       | Н/Д                     | Н/Д                     | —                       | Н/Д              | Feeling Sensation        |
| «So Beautiful» (너와 함께라면) | 2016      | —                       | —                       | Н/Д                     | Н/Д                     | —                       | Н/Д              | Сингл без альбому        |
| «Roar» (부르릉) | 2017      | —                       | —                       | Н/Д                     | Н/Д                     | —                       | Н/Д              | Burning Sensation        |
| «Easy Love» (쉅다) | 2017      | —                       | 93                      | Н/Д                     | Н/Д                     | —                       | Н/Д              | Breaking Sensation       |
| «O Sole Mio» (오솔레미오) | 2017      | —                       | —                       | Н/Д                     | Н/Д                     | 7                       | Н/Д              | Knights of the Sun       |
| «Mamma Mia» | 2018      | —                       | —                       | Н/Д                     | Н/Д                     | —                       | Н/Д              | Mamma Mia!               |
| «Now or Never» (질렀어) | 2018      | —                       | —                       | Н/Д                     | Н/Д                     | 14                      | Н/Д              | Sensuous                 |
| «Enough» (예뻐지지 마) | 2019      | —                       | —                       | Н/Д                     | Н/Д                     | —                       | Н/Д              | Narcissus                |
| «RPM» | 2019      | —                       | 91                      | Н/Д                     | Н/Д                     | —                       | Н/Д              | RPM                      |
| «Good Guy» | 2020      | 104                     | 76                      | Н/Д                     | Н/Д                     | —                       | Н/Д              | First Collection         |
| «Summer Breeze» (여름 향기가 날 춤추게 해)                                                                                              | 2020      | 133                     | 85                      | Н/Д                     | Н/Д                     | —                       | Н/Д              | 9loryUS                  |
| «Shine Together» (손잡아 줄게) | 2020      | —                       | —                       | Н/Д                     | Н/Д                     | —                       | Н/Д              | Special History Book     |
| «Tear Drop» | 2021      | 152                     | —                       | Н/Д                     | Н/Д                     | —                       | Н/Д              | Turn Over                |
| «Trauma» | 2021      | 148                     | 77                      | Н/Д                     | Н/Д                     | —                       | Н/Д              | Rumination               |
| «Savior» | 2021      | —                       | —                       | Н/Д                     | Н/Д                     | —                       | Н/Д              | Сингл без альбому        |
| «Scream» | 2022      | 168                     | *                       | Н/Д                     | Н/Д                     | —                       | Н/Д              | The Wave OF9             |
| «Puzzle» | 2023      | 118                     | *                       | Н/Д                     | Н/Д                     | —                       | Н/Д              | The Piece OF9            |
| Японські |           |                         |                         |                         |                         |                         |                  |                          |
| «Fanfare» | 2017      | Н/Д                     | Н/Д                     | 6                       | 14                      | Н/Д                     | - Японія: 23,589 | Sensational Feeling Nine |
| «Easy Love» | 2017      | Н/Д                     | Н/Д                     | 5                       | 12                      | Н/Д                     | - Японія: 25,023 | Sensational Feeling Nine |
| «Mamma Mia» | 2018      | Н/Д                     | Н/Д                     | 4                       | 7                       | Н/Д                     | - Японія: 50,444 | Illuminate               |
| «Now or Never» | 2018      | Н/Д                     | Н/Д                     | 3                       | 6                       | Н/Д                     | - Японія: 45,532 | Illuminate               |
| «RPM» | 2019      | Н/Д                     | Н/Д                     | 4                       | 6                       | Н/Д                     | - Японія: 48,176 | Golden Echo              |
| «Good Guy» | 2020      | Н/Д                     | Н/Д                     | 2                       | 13                      | Н/Д                     | - Японія: 38,122 | Golden Echo              |
| Китайські |           |                         |                         |                         |                         |                         |                  |                          |
| «Fanfare» | 2016      | Н/Д                     | Н/Д                     | Н/Д                     | Н/Д                     | Н/Д                     | Н/Д              | Сингли поза альбомом     |
| «Still My Lady» | 2017      | Н/Д                     | Н/Д                     | Н/Д                     | Н/Д                     | Н/Д                     | Н/Д              | Сингли поза альбомом     |
| «Easy Love» | 2017      | Н/Д                     | Н/Д                     | Н/Д                     | Н/Д                     | Н/Д                     | Н/Д              | Сингли поза альбомом     |
| «O Sole Mio» | 2017      | Н/Д                     | Н/Д                     | Н/Д                     | Н/Д                     | Н/Д                     | Н/Д              | Сингли поза альбомом     |
| «Mamma Mia» | 2018      | Н/Д                     | Н/Д                     | Н/Д                     | Н/Д                     | Н/Д                     | Н/Д              | Сингли поза альбомом     |
| «Now or Never» | 2018      | Н/Д                     | Н/Д                     | Н/Д                     | Н/Д                     | Н/Д                     | Н/Д              | Сингли поза альбомом     |
| «—» релізи, що не потрапили у чарти або не виходили у відповідних регіонах. «*» позначає чарт, який не існував на момент виходу релізу. |           |                         |                         |                         |                         |                         |                  |                          |

### Інші пісні у чартах
| Назва       | Рік  | Пікові позиції у чартах | Альбом             |
| Назва       | Рік  | KOR Hot                 | Альбом             |
| ----------- | ---- | ----------------------- | ------------------ |
| «Watch Out» | 2017 | 96                      | Breaking Sensation |

## Відеографія

### Музичні відео
| Рік       | Назва                     | Режисер                                     | Пос.      |
| Корейські | Корейські                 | Корейські                                   | Корейські |
| --------- | ------------------------- | ------------------------------------------- | --------- |
| 2016      | «Fanfare»                 | Beomjin (VM Project Architecture)           | [ 117 ]   |
| 2016      | «So Beautiful»            | Н/Д                                         | Н/Д       |
| 2017      | «Roar»                    | Beomjin (VM Project Architecture)           | [ 118 ]   |
| 2017      | «Easy Love»               | Korlio (August Frogs)                       | [ 119 ]   |
| 2017      | «O Sole Mio»              | Purple Straw Film                           | [ 120 ]   |
| 2018      | «Mamma Mia»               | Purple Straw Film                           | [ 121 ]   |
| 2018      | «Now or Never»            | Paranoid Paradigm (VM Project Architecture) | [ 122 ]   |
| 2019      | «Enough»                  | Хонг Вонкі (Zanybros)                       | [ 123 ]   |
| 2019      | «RPM»                     | Деніел Джон (TEAM DANIEL)                   | [ 124 ]   |
| 2020      | «Good Guy»                | Digipedi                                    | Н/Д       |
| 2020      | «Summer Breeze»           | Digipedi                                    | Н/Д       |
| 2021      | «Tear Drop»               | Digipedi                                    | Н/Д       |
| 2021      | «Trauma»                  | Purple Straw Film                           | Н/Д       |
| Японські  |                           |                                             |           |
| 2017      | «Fanfare»                 | Н/Д                                         | Н/Д       |
| 2017      | «Roar»                    | Н/Д                                         | Н/Д       |
| 2017      | «Easy Love»               | Н/Д                                         | Н/Д       |
| 2017      | «O Sole Mio» (Short ver.) | Н/Д                                         | Н/Д       |
| 2017      | «O Sole Mio»              | Н/Д                                         | Н/Д       |
| 2018      | «Mamma Mia»               | Н/Д                                         | Н/Д       |
| 2018      | «Now Or Never»            | Н/Д                                         | Н/Д       |
| 2019      | «Enough»                  | Н/Д                                         | Н/Д       |
| 2019      | «RPM»                     | Н/Д                                         | Н/Д       |

## Фільмографія

### Телесеріали
| Рік  | Назва            | Примітки          |
| ---- | ---------------- | ----------------- |
| 2016 | Click Your Heart | Дебютна драма SF9 |
| 2020 | Це була любов?   | Камео (еп. 6)     |

### Реаліті-шоу
| Рік  | Назва шоу              | К-сть епізодів | Примітки                    |
| ---- | ---------------------- | -------------- | --------------------------- |
| 2016 | Dance or Band (d.o.b)  | 8              | Предебютне шоу на виживання |
| 2016 | Spectacle Fantasy 9    | 6              |                             |
| 2016 | Special Food 9         | 6              | Дебютне шоу                 |
| 2017 | Something Fun 9        | 15             |                             |
| 2017 | SF9 Trip with Fantasy  | 9              |                             |
| 2017 | SF9 x LieV             | 1              |                             |
| 2018 | Secret Code 9          | 4              |                             |
| 2018 | Colorful Code 9        | 4              | Промоція «Now or Never»     |
| 2019 | League of SF(셒)GENDS  | 7              |                             |
| 2019 | SF9 StarRoad           | 11             | Промоція «Enough»           |
| 2019 | ILOGU SF9              | 8              | Промоція «RPM»              |
| 2019 | Idol league            | 4              | Промоція «RPM»              |
| 2019 | SF9 Sangsa             | 4              | Промоція «Good Guy»         |
| 2020 | Idol league            | 5              | Промоція «Good Guy»         |
| 2020 | League of SF(셒)GENDS2 | 4              |                             |
| 2020 | K-homefeast with SF9   | 6              | Промоція «Summer Breeze»    |
| 2020 | K-Bob Star             | 4              | Промоція «Summer Breeze»    |
| 2020 | Idol League            | 4              | Промоція «Summer Breeze»    |
| 2020 | Idol Dabang            | 2              | Промоція «Summer Breeze»    |
| 2020 | SF9 Sangsa 2           | 3              | Четверта річниця гурту      |
| 2020 | SF9 Fandom Tour        | 8              |                             |
| 2021 | Kingdom: Legendary War | 10             | Шоу на виживання            |
| 2021 | SF9 Center             | 18             |                             |

### Інші шоу
| РІк  | Назва шоу                         | Примітки                    |
| ---- | --------------------------------- | --------------------------- |
| 2017 | Weekly Idol (Еп.302)              | Промоція «Easy Love»        |
| 2019 | Idol Room (Еп.40)                 | Промоція «Enough»           |
| 2019 | Weekly Idol (Еп.398)              | Промоція «Enough»           |
| 2019 | Fact iN Star                      | Промоція «RPM»              |
| 2019 | We K-Pop (Еп.2)                   | Річниця — 1000-й день гурту |
| 2020 | Knowing Bros (Еп.212) (Роун,Чані) | Промоція «Good Guy»         |
| 2020 | Idol Room (Еп.82)                 | Промоція «Good Guy»         |
| 2021 | Weekly Idol (Еп.520)              | Промоція «Tear Drop»        |

## Нагороди та номінації

### Asia Artist Awards
| Рік  | Номінант / робота    | Нагорода                         | Результат | Прим.   |
| ---- | -------------------- | -------------------------------- | --------- | ------- |
| 2017 | SF9 / «Fanfare»      | Rookie of the Year               | Номінація |         |
| 2017 | SF9 / «Fanfare»      | Popularity Award                 | Номінація |         |
| 2018 | SF9 / «Now or Never» | Rising Star Award                | Перемога  | [ 128 ] |
| 2020 | SF9                  | Male Singer Popularity Award     | Номінація | [ 129 ] |
| 2021 | SF9                  | Male Idol Group Popularity Award | Номінація | [ 130 ] |

### Gaon Chart Music Awards
| Рік  | Номінант / Робота | Нагорода             | Результат | Прим.   |
| ---- | ----------------- | -------------------- | --------- | ------- |
| 2017 | SF9               | Rookie of the Year   | Номінація | [ 131 ] |
| 2020 | SF9               | Global Choice Awards | Номінація |         |
| 2021 | SF9               | Global Choice Awards | Номінація |         |

### Seoul Music Awards
| Рік  | Номінант / Робота | Нагорода             | Результат | Прим.   |
| ---- | ----------------- | -------------------- | --------- | ------- |
| 2017 | SF9               | New Artist Award     | Номінація |         |
| 2017 | SF9               | Bonsang Award        | Номінація |         |
| 2017 | SF9               | Popularity Award     | Номінація |         |
| 2017 | SF9               | Hallyu Special Award | Номінація |         |
| 2018 | SF9               | Bonsang Award        | Номінація | [ 132 ] |
| 2018 | SF9               | Popularity Award     | Номінація | [ 132 ] |
| 2018 | SF9               | Hallyu Special Award | Номінація | [ 132 ] |

### Mnet Asian Music Awards
| Рік  | Номінант / Робота | Нагорода                     | Результат | Примітки |
| ---- | ----------------- | ---------------------------- | --------- | -------- |
| 2016 | SF9               | Best New Male Artist         | Номінація | [ 133 ]  |
| 2016 | SF9               | Artist of the Year           | Номінація | [ 133 ]  |
| 2021 | SF9               | Worldwide Fans Choice Top 10 | Номінація | [ 134 ]  |

### Melon Music Awards
| Рік  | Номінант / Робота | Нагорода          | Результат | Примітки |
| ---- | ----------------- | ----------------- | --------- | -------- |
| 2020 | SF9 / «Good Guy»  | Best Dance — Male | Номінація | [ 135 ]  |

### Інші нагороди
| Рік  | Номінація                         | Номінант | Категорія                       | Результат | Прим.   |
| ---- | --------------------------------- | -------- | ------------------------------- | --------- | ------- |
| 2017 | Seoul Success Awards              | SF9      | Rookie of the Year              | Перемога  |         |
| 2017 | Fandom School Awards              | SF9      | Best Rookie Award               | Перемога  |         |
| 2018 | Seoul City Government <I•SEOUL•U> | SF9      | Honorary plaque of appreciation | Перемога  |         |
| 2018 | Korean First Brand Awards         | SF9      | Male Idol of 2018               | Номінація |         |
| 2018 | Korean First Brand Awards         | SF9      | Rising Star of 2018             | Номінація | [ 136 ] |
| 2019 | Korean First Brand Awards         | SF9      | Male Idol of 2019               | Номінація |         |
| 2020 | Brand of the Year Awards          | SF9      | Best Male Group                 | Номінація | [ 136 ] |
| 2020 | TOP TEN Awards                    | SF9      | Artist of the Year              | Номінація |         |
| 2021 | The Fact Music Awards             | SF9      | IDOLLIVE Popularity Award       | Номінація |         |
| 2021 | Hanteo Music Awards               | SF9      | Whos Fandom Award               | Номінація |         |
| 2021 | Hanteo Music Awards               | SF9      | Male Group Artist Award         | Номінація |         |
| 2022 | TOP TEN Awards                    | SF9      | Best Artist                     | Номінація |         |